# Conjunto Histórico del Camino de Santiago en Asturias

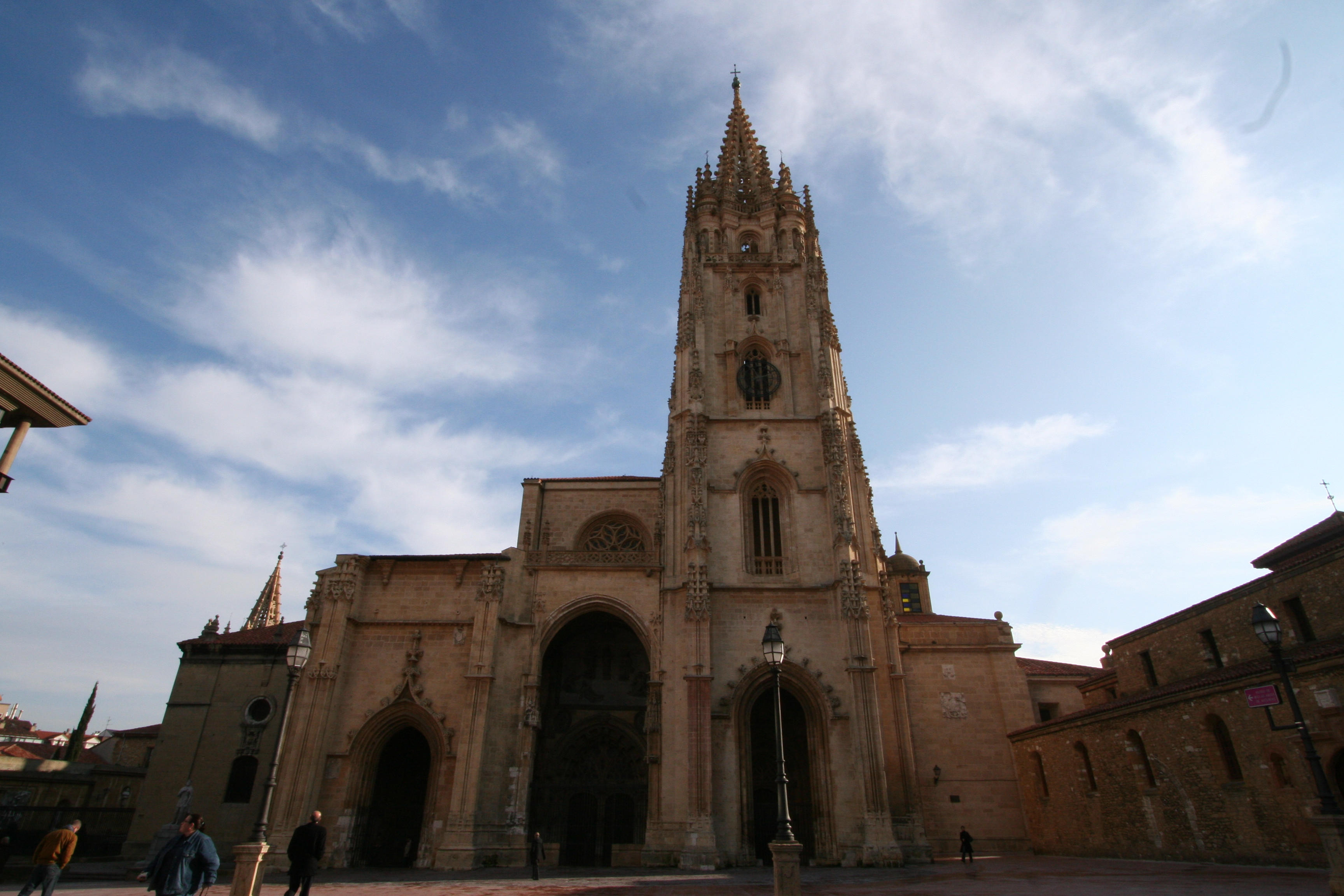
Catedral del Salvador en Oviedo.

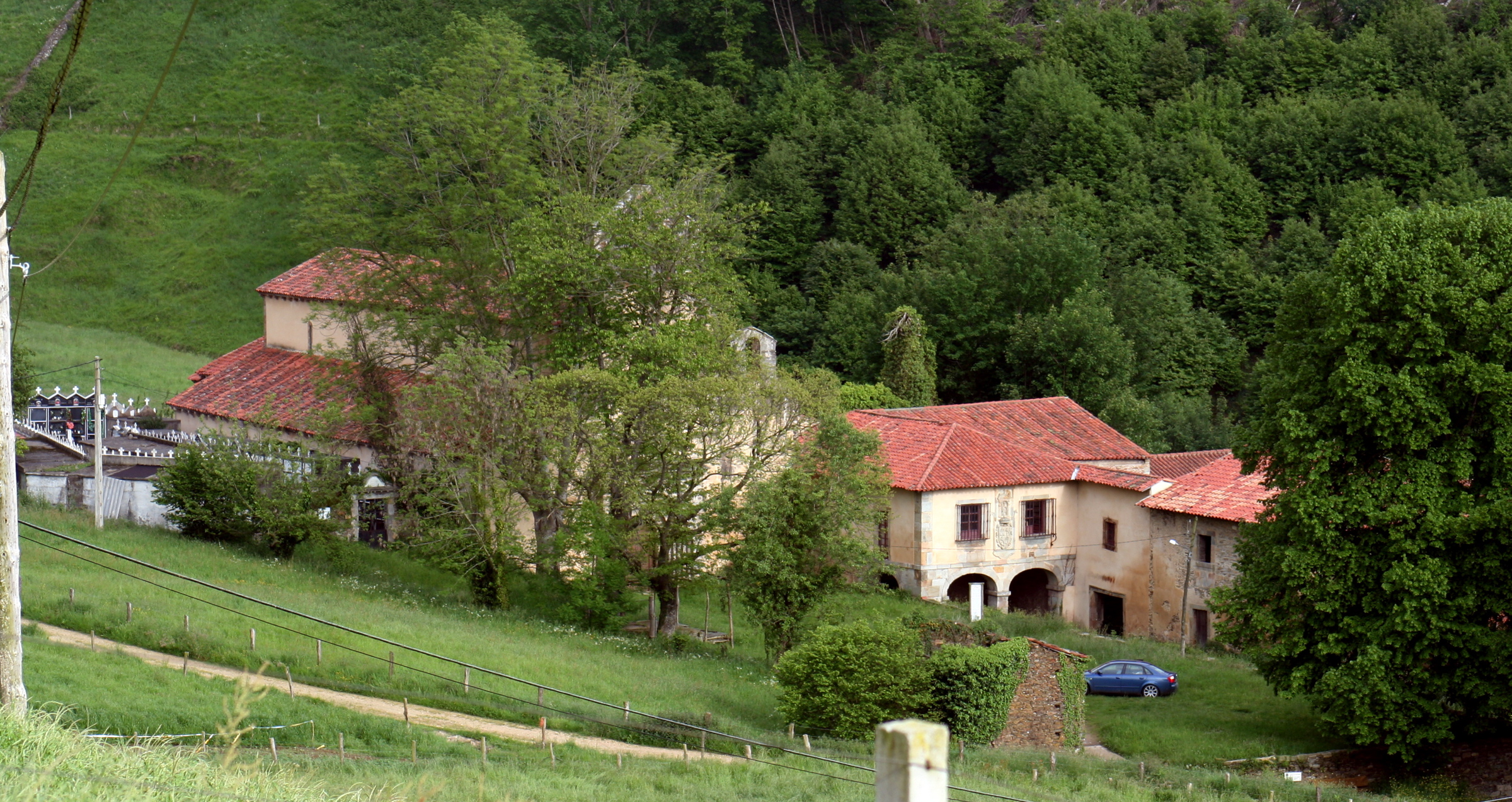
El monasterio de Obona (Asturias).

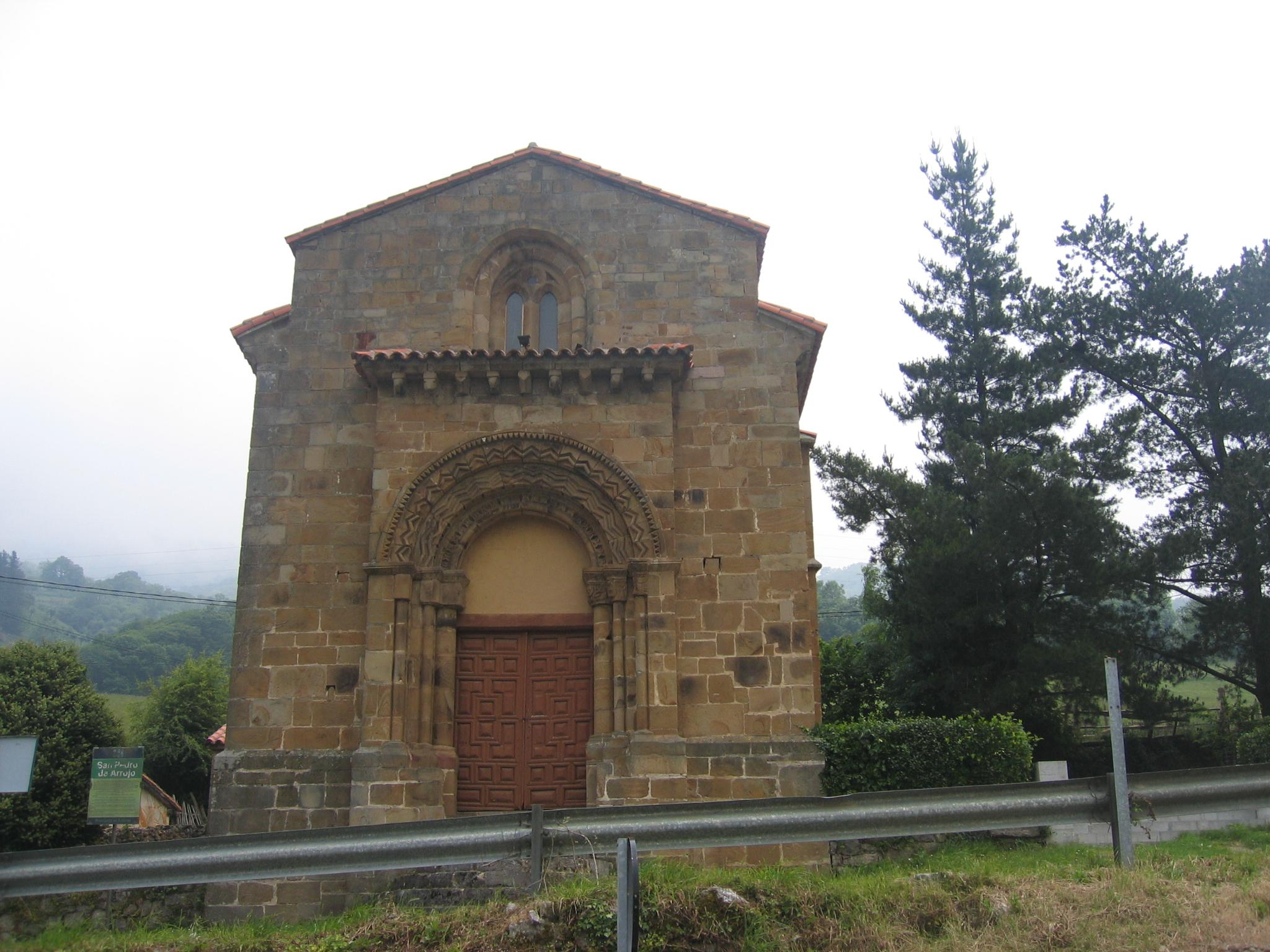
San Pedro de Arrojo en Quirós (Asturias).

El Conjunto Histórico del Camino de Santiago en Asturias, en la Ruta Interior y en la Ruta de la Costa es un bien de interés cultural
por el que se fija y delimita el conjunto histórico del Camino de Santiago en el Principado de Asturias, y se determina su entorno de protección provisional (Ruta del Interior y Ruta de la Costa).

## Antecedentes
El Camino de Santiago fue declarado Conjunto Histórico Artístico en virtud del Decreto 2224/1962, de 5 de septiembre de 1962, comprendiéndose en esta declaración «los lugares, edificios y parajes conocidos y determinados actualmente y todos aquellos otros que en lo sucesivo se fijen y delimiten el Patronato que se crea por este Decreto».
Desde el reino de Asturias se inicia la primera ruta de peregrinación hacia Santiago, poco tiempo después de producirse la aparición del sepulcro del Apóstol, cuando el propio monarca Alfonso II el Casto (791-842) emprende la peregrinación al Santo Lugar, motivado por los excepcionales acontecimientos que allí se habían producido.
Se inaugura así la más antigua ruta de peregrinación jacobea, la que pone en conexión la ciudad de Oviedo con la de Compostela a través de las tierras interiores de la Asturias occidental (Oviedo, Las Regueras, Candamo, Grado, Salas, Tineo, Allande, Grandas de Salime), y que en gran medida habría de coincidir con la vía romana Lucus Asturum-Lucus Augusti.
Algún tiempo después esta ruta pierde su preeminencia en favor del denominado Camino Francés, aunque será transitada con asiduidad entre los siglos XI-XIII y siguientes, período en el que el culto a San Salvador actúa como un poderoso imán que atrae a numerosos peregrinos que, desviándose del Camino Francés en León, llegaban a venerar el relicario de la Cámara Santa a través de los concejos de Lena, Mieres, Ribera de Arriba y Oviedo, siguiendo en esencia otra vía romana, la que unía Asturica Augusta con Lucus Asturum.
Algo más tardía, en cuanto a su uso por parte de los peregrinos, es la llamada Ruta de la Costa que discurría, a excepción de Gozón, por todos los concejos de la fachada litoral asturiana, y de la que en Villaviciosa se desgajaba un ramal que cruzando Sariego y Siero ponía al peregrino a las puertas del santuario ovetense. El conjunto de estos caminos configura lo que se ha procedido a denominar Ruta del Interior y Ruta de la Costa. La primera de ellas engloba al llamado Camino Primitivo, es decir, el que en territorio asturiano discurre desde Oviedo hasta el alto del Acebo (Grandas de Salime), ya en el límite con la provincia de Lugo, y el que procuraba el enlace con el meseteño Camino Francés a través de Pajares en la divisoria con León. La segunda está integrada por el trazado que discurre por los concejos litorales y por el ramal que desgajándose de este en el concejo de Villaviciosa se dirige a Oviedo.

### Patrimonio artístico y monumental
Como es común a la mayoría de las rutas jacobeas, la arquitectura religiosa es la que adquiere mayor significado monumental. Entre los más importantes templos y edificios religiosos que el peregrino puede visitar se encuentran:
- Catedral de San Salvador en Oviedo.
- Iglesia de San Julián de los Prados en Oviedo.
- Iglesia de San Tirso en Oviedo.
- Iglesia de Santa María del Naranco en Oviedo.
- Monasterio de San Vicente en Oviedo.
- Cámara Santa en Oviedo.
- Capilla de la Balesquida en Oviedo.
- Capilla de San Miguel de Lillo en Oviedo.
- Iglesia de San Juan en Peñaflor.
- Iglesia de San Pedro en Grado.
- Capilla de los Dolores en Grado.
- Monasterio de San Salvador en Cornellana.
- Colegiata de Santa María la Mayor en Salas.
- Capilla de San Pascual en La Mortera.
- Monasterio de Santa María la Real en Obona.

Pero no se quedan estas localidades sin las grandes casas señoriales y edificios residenciales que muestran el esplendor económico y social de las mismas tanto en el presente como en el pasado. Algunos de los ejemplos más significativos son:
- Palacio de Miranda-Valdecarzana en Grado.
- Torre de Villanueva en Grado.